# Edyta Kuczyńska (piłkarka ręczna)
Edyta Kuczyńska, z d. Chudzik (ur. 19 maja 1985) – polska piłkarka ręczna, medalistka mistrzostw Polski, reprezentantka Polski.

## Życiorys
Jest wychowanką MKS Słupia Słupsk, była zawodniczka tego klubu w latach 1995-2002. W wieku 15 lat debiutowała z tym zespołem w ekstraklasie (sezon 2000/2001), ale jej drużyna zajęła 11. miejsce w lidze i nie utrzymała się na najwyższym poziomie rozgrywek. W latach 2002–2004 reprezentowała barwy SMS Gliwice, latem 2004 przeszła do AZS-AWFiS Gdańsk, ale pierwszy raz wystąpiła w tej drużynie w styczniu 2005 (przyczyną były kwestie finansowe, nowy klub nie był w stanie zapłacić poprzednim klubom ekwiwalentu za szkolenie).
Z gdańskim klubem zdobyła brązowe medale mistrzostw Polski w 2005 i 2006 i wicemistrzostwo Polski w 2008. W latach 2008–2010 była zawodniczką Piotrcovii, w 2009 zdobyła z tym zespołem brązowy medal mistrzostw Polski. W 2010 została zawodniczką klubu 2. Bundesligi niemieckiej VfL Wolfsburg, w 2012 grała w innym niemieckim zespole TuS Metzingen. W kolejnych latach występowała w niemieckich zespołach niższych lig (m.in. od 2013 VfB Fallersleben, od 2015 ponownie VfL Wolsfburg). Była też trenerem rezerw klubu z Wolfsburga (od 2017) oraz grającą trenerką w MTV Vorsfelde (do 2019). W 2021 ponownie została zawodniczką VfL Wolfsburg (w III lidze).
W 2003 wystąpiła na młodzieżowych mistrzostwach świata (13. miejsce), w 2004 na młodzieżowych mistrzostwach Europy U-19 (8. miejsce), w 2005 ponownie na młodzieżowych mistrzostwach świata (8. miejsce). W latach 2006–2008 wystąpiła 16 w seniorskiej reprezentacji Polski, zdobywając 27 bramek. M.in. w 2006 wystąpiła w meczach eliminacji mistrzostw Europy z Litwą, w 2008 w meczach eliminacji mistrzostw Europy z Portugalią. W maju 2012 otrzymała ponownie powołanie do reprezentacji seniorskiej, ale nie zagrała w żadnym meczu. W tym samym roku wywalczyła natomiast brązowy medal akademickich mistrzostw świata.